# Радован
Радован (рум. Radovan) — село у повіті Долж в Румунії. Входить до складу комуни Радован.
Село розташоване на відстані 200 км на захід від Бухареста, 24 км на південний захід від Крайови.

## Населення
За даними перепису населення 2002 року у селі проживала 1031 особа.
Національний склад населення села:
| Національність | Кількість осіб | Відсоток |
| -------------- | -------------- | -------- |
| румуни         | 794            | 77,0%    |
| цигани         | 236            | 22,9%    |

Рідною мовою назвали:
| Мова      | Кількість осіб | Відсоток |
| --------- | -------------- | -------- |
| румунська | 875            | 84,9%    |
| циганська | 156            | 15,1%    |